# 城内圣保罗教堂
41°54′03″N 12°29′39″E / 41.90083°N 12.49417°E
城内圣保罗教堂是意大利罗马市的一座教堂，位于民族街。这座教堂属于美国圣公会，是意大利统一后在罗马兴建的第一座非天主教教堂。
罗伯特 J. 内文牧师购买了这块土地，并获得意大利政府必要的授权，为罗马的美国圣公会社团兴建这座宗教建筑，在此之前，他们借用美国驻教廷使馆举行礼拜。
教堂兴建于1873年到1880年，风格为罗曼-哥特復興式，外观特点是红色与灰色砖石间隔。在立面的玫瑰窗有福音的标志。内部有三个殿，后殿的马赛克裝飾是英國藝術家爱德华·伯纳·琼斯的作品，描绘使徒约翰启示录的场景。
令人惊讶的是，後殿馬賽克鑲嵌畫中的古代圣人长着19世纪的面孔：圣安德烈长着亚伯拉罕·林肯的脸，圣雅各长着朱塞佩·加里波第的脸，圣帕特里克长着美国南北战争的明星格兰特将军的脸。
半圓穹頂上的馬賽克描繪「坐在新耶路撒冷王座上的基督」，穿着白袍的基督身後呈現了藍色的智天使和紅色的熾天使，生命之泉自王座下方流溢而出。左右兩邊有五名天使長站立在天國的門前，從左到右分別是：手捧太陽的烏列爾，身穿鎧甲的米迦勒，手持報喜百合的加百列，聖杯天使基繆爾，以及手捧月亮的祖菲爾。基督和米迦勒之間空缺的位置象徵路西法的墮落。

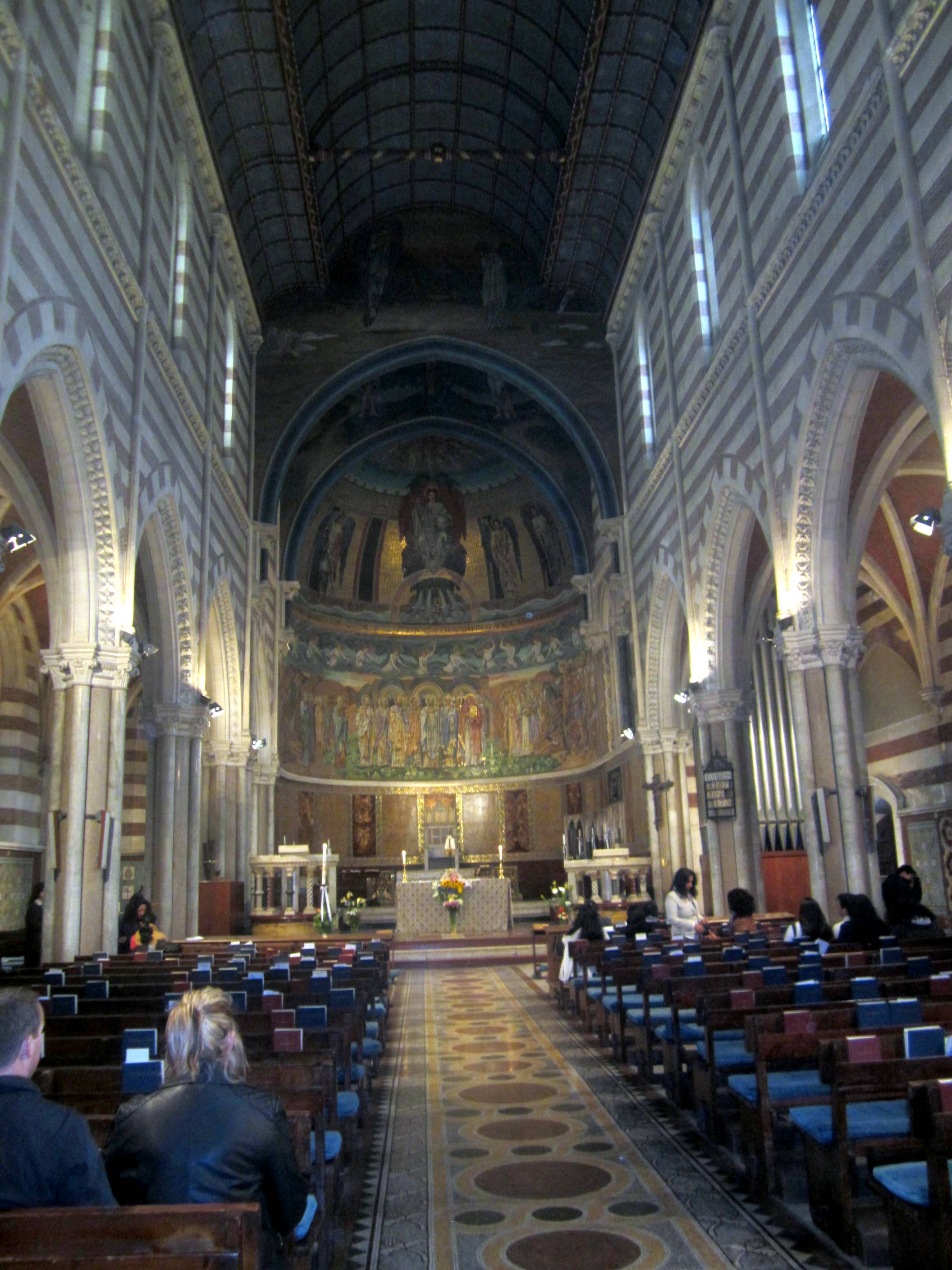
教堂內部
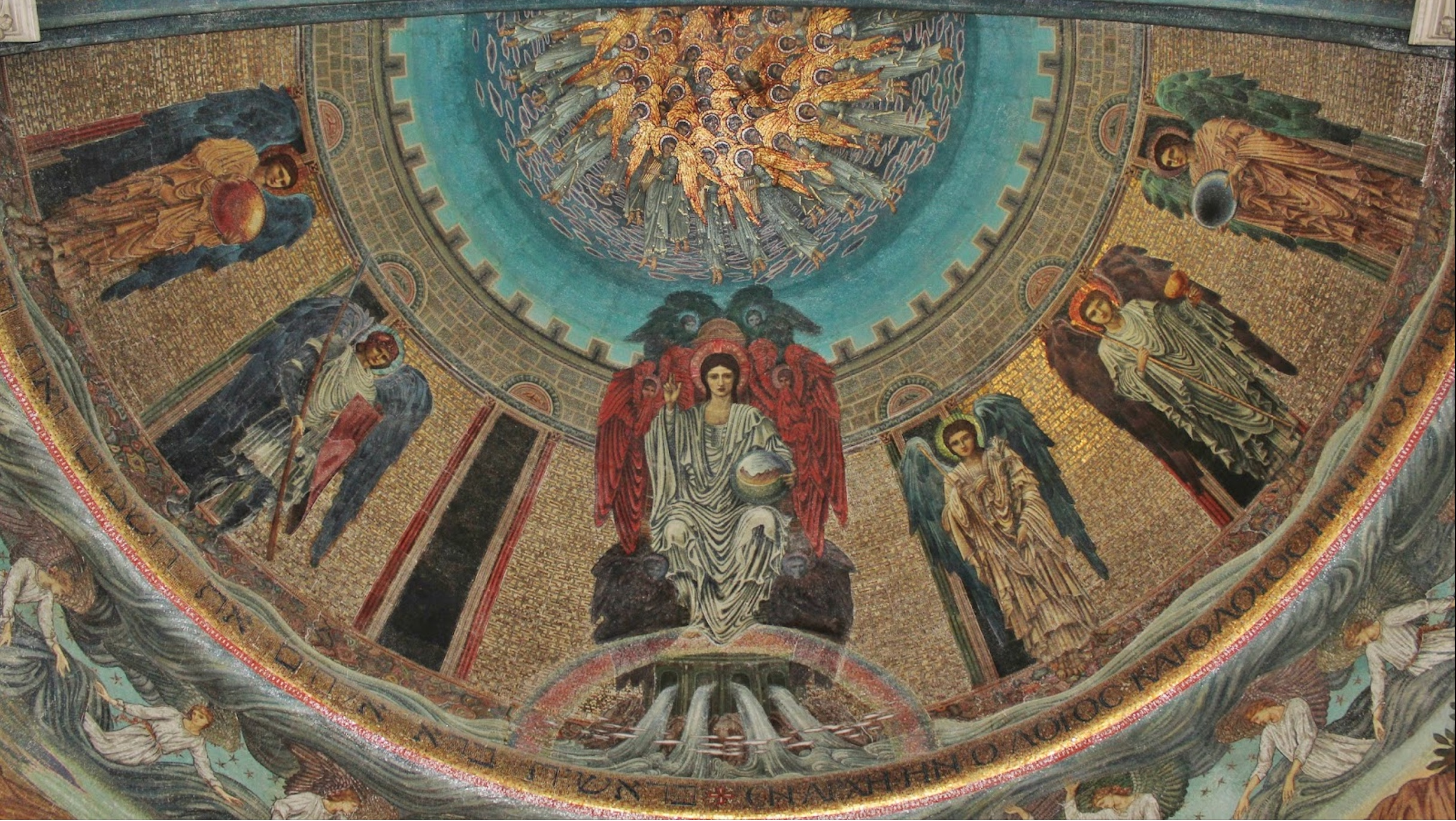
坐在新耶路撒冷王座上的基督
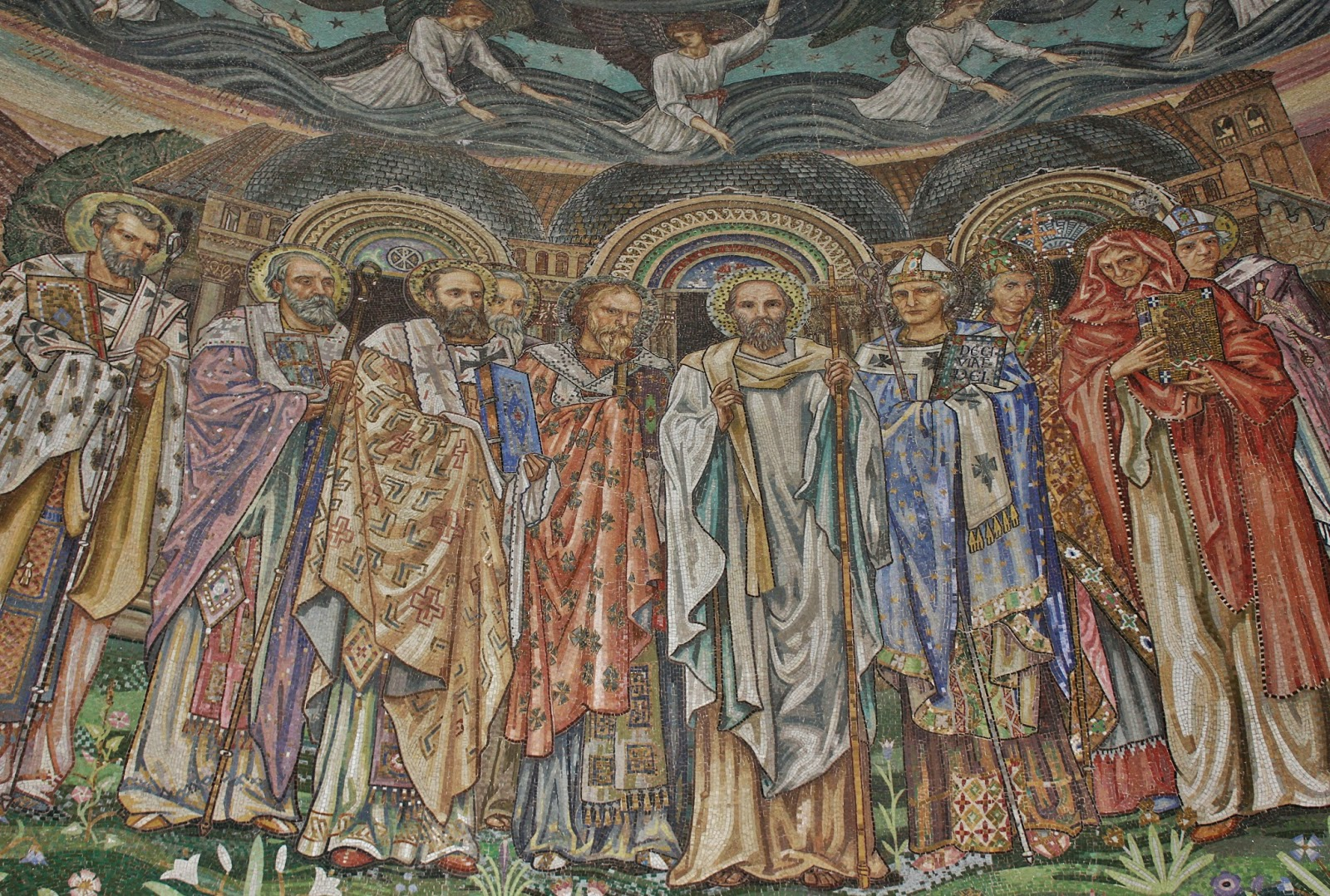
人間天堂細節部份
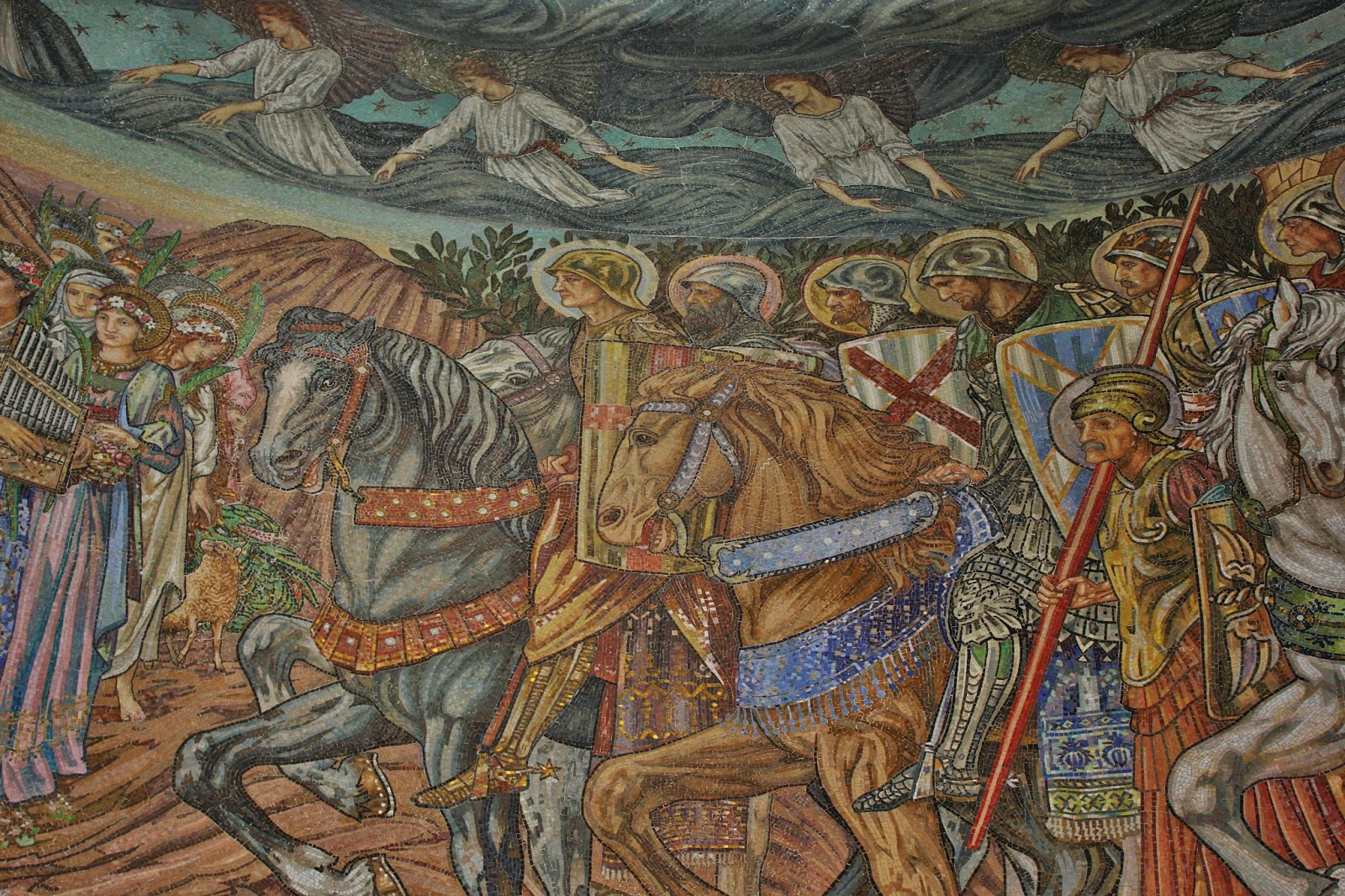
征戰的教會